# Nóvaia Motóvilovka
Nóvaia Motóvilovka (en rus: Новая Мотовиловка) és un poble de l'óblast de Saràtov, a Rússia, segons el cens del 2010 no tenia cap habitant. Pertany al districte municipal d'Atkarsk.